# Forton, Lancashire
Forton är en by och en civil parish i Wyre i Storbritannien. Den ligger i grevskapet Lancashire och riksdelen England, i den centrala delen av landet, 300 km nordväst om huvudstaden London. Orten har 1 213 invånare (2011). Byn nämndes i Domedagsboken (Domesday Book) år 1086, och kallades då Fortune.
Klimatet i området är tempererat. Årsmedeltemperaturen i trakten är 6 °C. Den varmaste månaden är juli, då medeltemperaturen är 14 °C, och den kallaste är december, med 0 °C.